# سنوسرت یکم
سنوسرت یا سسوستریس یکم دومین پادشاه دودمان دوازدهم مصر و پسر آمنمحات یکم، بنیان‌گذار این دودمان است که میان سال‌های ۱۹۷۱ تا ۱۹۲۶ پیش از میلاد فرمانروایی می‌کرد. او یکی از نیرومندترین پادشاهان این دودمان بود.

## خانواده
سنوسرت یکم پسر آمنمحات یکم و همسرش شهبانو نفری‌تجنن بود. همسر او که خواهرش نیز می‌شد نفرو نام داشت که مادر آمنمحات دوم جانشین سنوسرت است. سنوسرت همچنین با نام خپرکارع نیز شناخته می‌شود که به معنای «کای رع آفریده شده است» می‌باشد.

## بر تخت نشستن
مصرشناسان بر این باورند که سنوسرت یکم نخستین فرعونی بوده که به همراه پدرش یک «فرمانروایی مشترک» پدیدآورده. ستونی سنگی موجود است که نشان می‌دهد او در بیستمین سال پادشاهی پدرش بر تخت نشسته. به نظر می‌آید که سنوسرت در نزدیکی ۴۶امین سال پادشاهیش مرده باشد چرا که پاپیروس تورین طولی برابر با ۴۵ سال برای فرمانروایی او ذکر می‌کند.

## نگارخانه

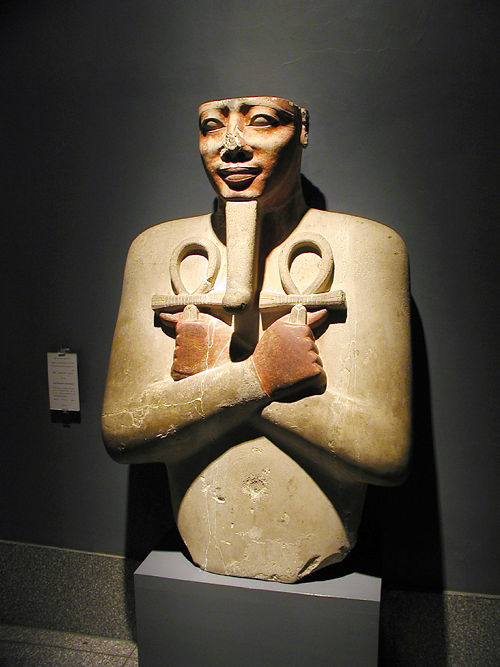
تندیس ازیریسی سنوسرت یکم، موزه الاقصر
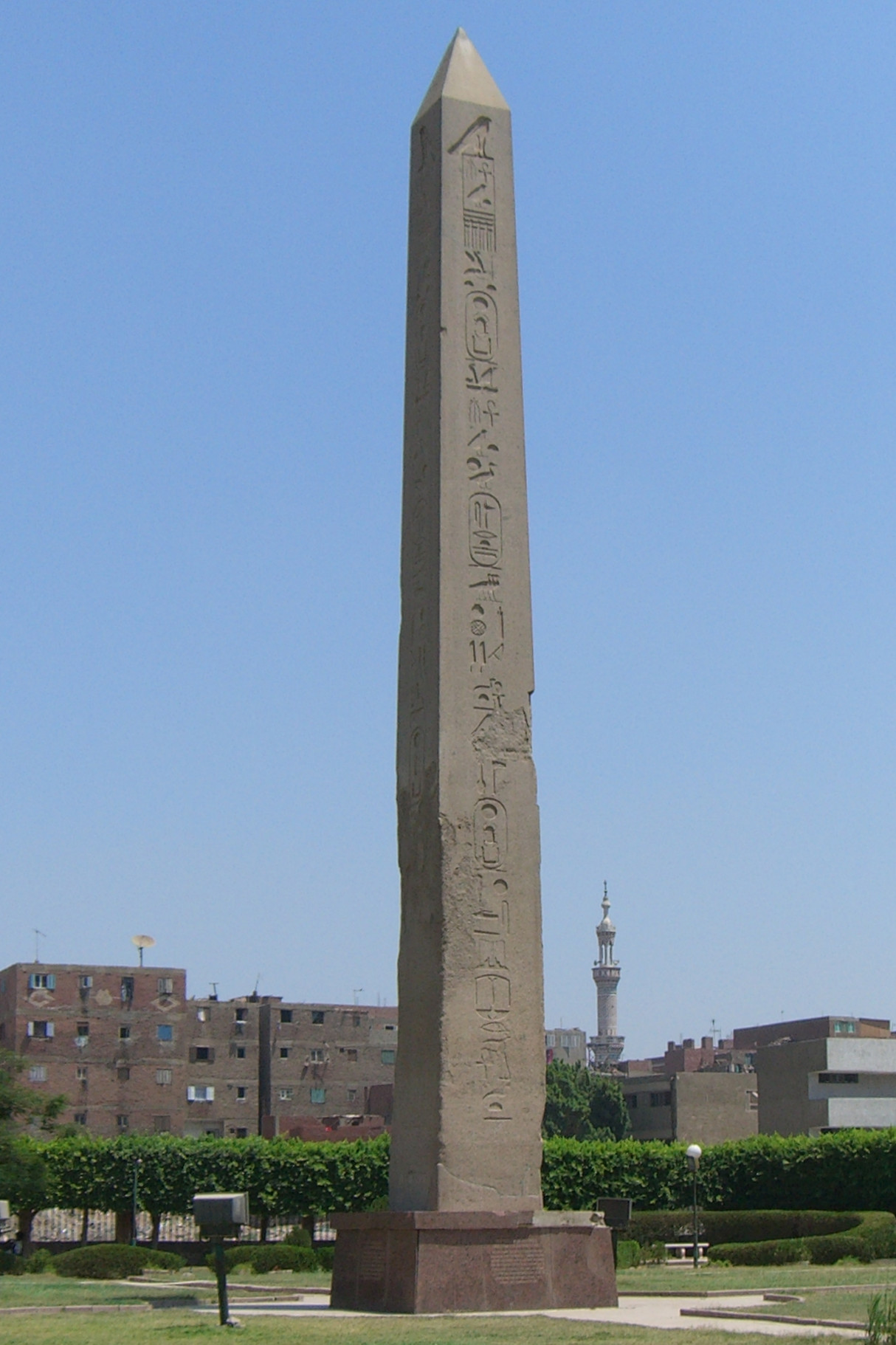
ابلیسک سنوسرت یکم، هلیوپولیس
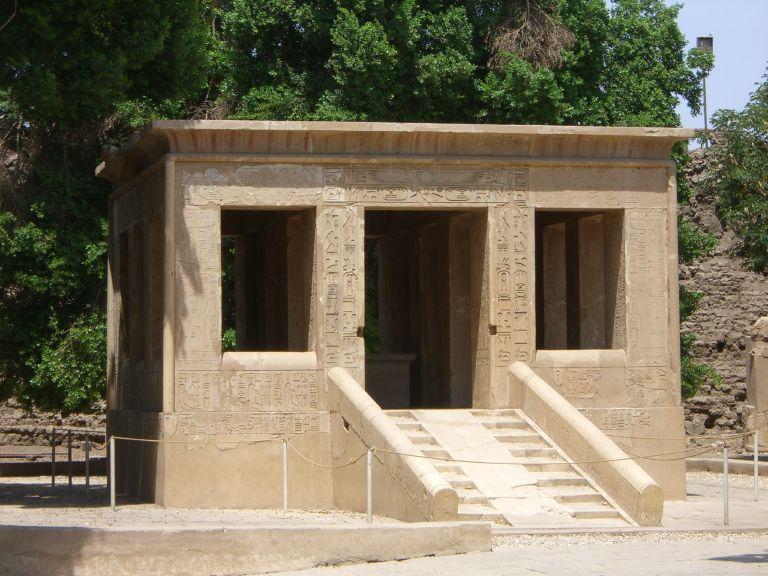
کلیسای سفید، کارناک
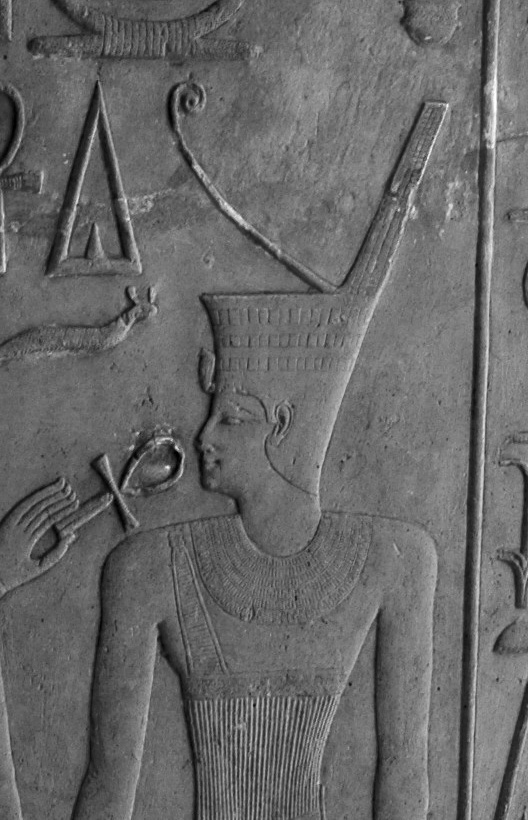
تصویر سنوسرت در کلیسای سفید